# Saint-Santin-de-Maurs
Saint-Santin-de-Maurs è un comune francese di 358 abitanti situato nel dipartimento del Cantal nella regione dell'Alvernia-Rodano-Alpi.

## Società

### Evoluzione demografica
Abitanti censiti